# Vakthund
För andra betydelser, se Bevakningshund (olika betydelser).

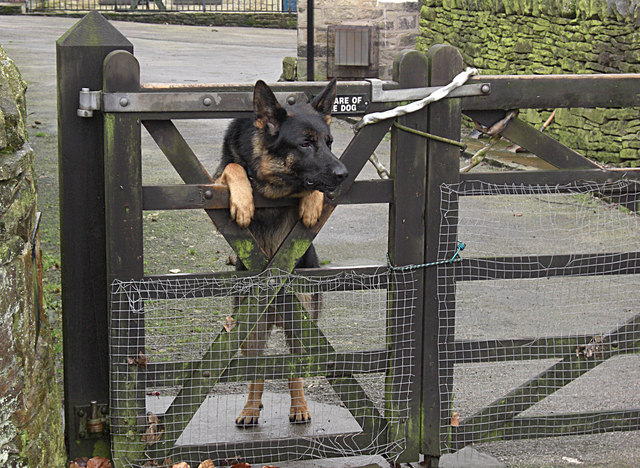
En tysk schäferhund som agerar vaktarhund.

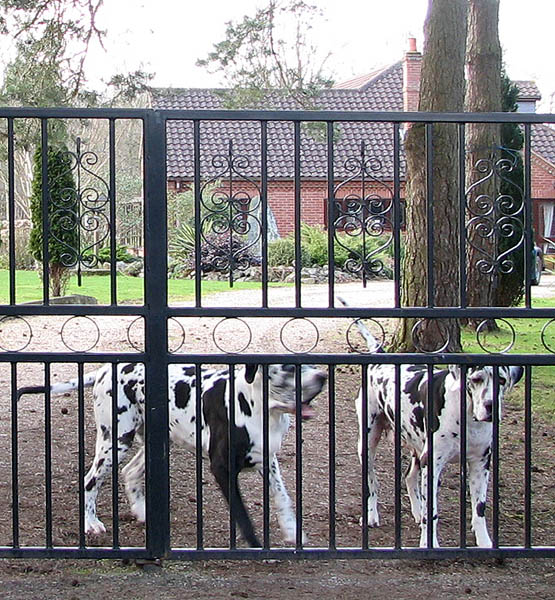
Två vaktande grand danois.

En vakthund är en brukshund med uppgift att vakta egendom. Att vakta anses höra till tamhundens äldsta användningsområden, då människan under domesticeringen tog vara på hundens naturliga flockbeteende och revirmedvetenhet. Det kräver ingen särskild träning, utan bygger på hundars nedärvda beteenden, något de klarar på egen hand utan kommandon.
En vakthund kan vara en hund som väcker uppmärksamhet genom att skälla. Det kan också vara en hund som genom sin storlek avskräcker från intrång. Slutligen kan det vara en hund som är aggressiv mot främlingar och som går till angrepp mot inkräktare. Inom nutida seriös hundhållning är aggressivitet ett oönskat beteende.
United Kennel Club (UKC) i USA, som står i opposition till American Kennel Club (AKC) och som inte har något samarbete med den internationella kennelfederationen Fédération Cynologique Internationale (FCI) (eller Svenska Kennelklubben), har delat in ett antal hundraser i gruppen vakthundar (Guardian Dogs). Hundar som är registrerade hos UKC godkänns inte av AKC eller FCI, deras rasdefinitioner överensstämmer inte med FCI:s/SKK:s, denna gruppindelning säger alltså inget om de egenskaper som eftersträvas i den internationella aveln. I denna grupp återfinns gårdshundar, herdehundar och boskapsvaktare liksom diverse molosserhundar och andra brukshundar.
I Sverige skiljer man på väktares skyddshundar (patrullhundar) och bevakningsföretagens vakthundar (eller stakethundar) som används för att vakta låsta eller inhägnade anläggningar på egen hand. De senare omfattas inte av Rikspolisstyrelsens föreskrifter, de behöver alltså inte vara godkända tjänstehundar. För sådan verksamhet gäller vad som annars slås fast om djurskydd och strikt ansvar i Lagen om tillsyn över hundar och katter och Djurskyddslagen.